# Walter Lima Jr.
Walter Lima Junior (Niterói, 26 de noviembre de 1938) es un cineasta brasileño, licenciado en derecho por la Universidad Federal Fluminense (UFF). También dirigió diferentes documentales para la televisión brasileña.

## Biografía
Lima comenzó escribiendo reseñas en los diarios. En 1963 conoció a Glauber Rocha, que le invitó a trabajar como ayudante de dirección en Deus e o Diabo na Terra do Sol.
Su primer largometraje fue Menino de Engenho (1965), una adaptación de la novela de José Lins do Rego. Después hizo Brasil Año 2000 (1968), Oso de Plata del Festival de Berlín de 1969; y Na boca da noite (1970).
Entre 1973 y 1978 dirigió documentales para televisión, como Os índios Kanela (1974). En 1977 completó el largometraje A lira do delírio', premiado a la mejor película en el Festival de Brasília. Después realizó dos obres originalmente destinadas a la televisión que tenían versiones cinematográficas: Joana Angélica (1979) y Chico Rei, una serie de ocho capítulos para la televisión alemana con versión reducida pare el cine, concluida en 1985. En 1983 hizo Inocência, premio de dirección en Brasilia y premio Coral en el Festival Internacional del Nuevo Cine Latinoamericano de La Habana; después, Ele, o Boto (1986).
En la década de 1990 dirigió, por encargo de una productora estadounidense, O monge e a filha do carrasco (1995) y poco después hizo A Ostra e o Vento (1997), basada en el libro de Moacir C. Lopes, que fue seleccionada para competir en el Festival de Venecia de 1997.
Fue alternando, entre sus películas de ficción, documentales de larga duración, como Em cima da terra, embaixo do céu (1991) y Uma casa para Pelé (1992), realizada por Channel Four. También hizo miniseries para televisión, como Capitães da areia y Dossiê Chatô y el telefilm, Meu filho teu (2001).
En 2002 Carlos Alberto de Matos publicó un libro con su biografía y filmografía: Walter Lima Júnior, Viver Cinema. En 2003 dirigió el cortometraje documental Thomas Farkas y en 2005 el largometraje de ficción Os desafinados, que se estrenó en 2008.
Impartió cursos de dirección de actor y asistencia en la dirección de cine en Rio de Janeiro. También fue profesor del curso de Dirección de Cine de la Escuela de Cine Darcy Ribeiro, y de la Pontificia Universidad Católica (PUC-Rio) en Río de Janeiro.

## Filmografía
- 2015 - Através da Sombra
- 2008 - Os Desafinados
- 2004 - Thomas Farkas, Brasileiro (cortometraje)
- 2001 - Um Crime Nobre
- 2001 - O Filho Predileto
- 1997 - A Ostra e o Vento
- 1995 - O Monge e a Filha do Carrasco
- 1987 - Ele, o Boto
- 1985 - Chico Rei
- 1983 - Inocência
- 1982 - Em Cima da Terra, Embaixo do Céu
- 1978 - Joana Angélica
- 1978 - A Lira do Delírio
- 1977 - Conversa com Cascudo
- 1971 - Arquitetura, a Transformação do Espaço
- 1970 - Na Boca da Noite
- 1969 - Brasil Ano 2000
- 1965 - Menino de Engenho

## Premios y distinciones
Festival Internacional de Cine de Berlín
| Año  | Categoría    | Película        | Resultado |
| ---- | ------------ | --------------- | --------- |
| 1969 | Oso de Plata | Brasil Año 2000 | Ganador   |

- Dos veces Prêmio Candango al mejor director en el Festival de Brasilia por A Lira do Delírio (1978) e Inocência (1983).
- Trofeo Passista a la mejor película en el Festival do Recife por A Ostra e o Vento (1997).
- Trofeo Passista al mejor director en el Festival do Recife por A Ostra e o Vento (1997).
- Trofeo Passista del Premio del Público en el Festival do Recife por A Ostra e o Vento (1997).
- Premio a la mejor dirección en el Festival de Natal por Ele, o Boto (1987).
- Premio a la mejor película en el Festival Internacional del Nou Cinema Llatinoamericà de l'Havana por Inocência (1983).
- Premio a la mejor película del IV Centenario de la Ciudad de Rio de Janeiro por Menino de Engenho (1965).